# Я бачила, що ви зробили
«Я бачила, що ви зробили» (англ. I Saw What You Did) — американський фільм жахів режисера Вільяма Касла 1965 року. Сценарій фільму написав Вільям П. МакГайверн, в його основу покладений роман Урсули Кертісс «З темряви» (1964).
Деякі критики відзначали, що фільм передував появі субжанру фільмів жахів, званого слешер.

## Сюжет
Фільм розповідає про двох школярок, які розважаються телефонними розіграшами, звертаючись до випадковим абонентам зі словами: «Я бачила, що ви зробили, і я знаю, хто ви». У підсумку вони нариваються на психопата, який тільки що вбив свою дружину і сприймає погрози дівчат серйозно.

## У ролях
- Джоан Кроуфорд — Емі Нельсон
- Джон Айрленд — Стів Марак
- Лейф Еріксон — Дейв Меннерінг
- Расселл Лейн — Кіт Аустін
- Енді Гаррет — Ліббі Меннерінг
- Шеріл Лок — Тесс Меннерінг
- Патриція Бреслін — Еллі Меннерінг
- Джон Арчер — Джон Аустін
- Джон Кроуфорд — національний гвардієць
- Джойс Медоуз — Джудіт Марак'
- Том Хеттен — Джеральд Нієс
- Дуглас Еванс — Том Вард
- Барбара Вілкін — Мері Вард
- Глен Вернон — Джон Адамс
- Сара Андерсон — Джилл Адамс